# Киргинцево
Киргинцево — деревня в Купинском районе Новосибирской области России. Входит в состав Новосельского сельсовета.

## География
Площадь деревни — 13 гектаров.

## Население
| 2002 | 2007 | 2010 |
| ---- | ---- | ---- |
| 715  | ↗736 | ↘590 |

## Инфраструктура
В деревне по данным на 2007 год функционируют 1 учреждение здравоохранения и 2 учреждения образования.